# Vrhovine (Chorwacja)
Vrhovine – wieś w Chorwacji, w żupanii licko-seńskiej, w gminie Vrhovine. W 2011 roku liczyła 465 mieszkańców.